# یونیورسیتی کالج دوبلین
دانشگاه کالج دوبلین (به انگلیسی: University College Dublin)، یک دانشگاه دولتی و تحقیقاتی است که در شهر دوبلین، جمهوری ایرلند قرار دارد. این دانشگاه بیش از ۱۴۸۲ نفر هیئت علمی و ۳۳۳۲۱ نفر دانشجو دارد و بزرگترین دانشگاه در ایرلند است. این دانشگاه در سال ۱۸۵۴ توسط جان هنری نیومن با عنوان دانشگاه کاتولیک ایرلند تأسیس شده‌است و در سال ۱۸۸۰ دچار اصلاحاتی شده و در سال ۱۹۰۸ به ثبت رسید.